# Djatkovo
Djatkovo (rus. Дя́тьково) je grad u Brjanskoj oblasti u Rusiji.
Broj stanovnika: 34.500

## Povijest
Naselje je na ovom prostoru osnovano 1626. Kao godina osnutka uzima se 1790. godina. 1927. je steklo gradski status.
Brjanska oblast je bila žarište partizanskog pokreta za drugog svjetskog rata.
U veljači 1942. sovjetski partizani su uspjeli ponovno preuzeti vlast u Djatkovu i okolnim selima. Područje je bilo duboko u okupiranom području. Partizani su vratili sovjetsku vlasti i imali su bolnicu i prodavaonice. Treći Reich je ponovno preuzeo vlast u lipnju 1942.
Djatkovo je poznato po svojoj tvornici kristala, namještaja i najveći u državi "Muzej kristala", koji je zapravo muzej umjetnički obrađenog stakla.

## Vanjske poveznice
- Djatkovski muzej kristala  Arhivirana inačica izvorne stranice od 24. rujna 2005. (Wayback Machine)
- Tvornica kristala